# Gölbaşı
Gölbaşı è un comune di 40 000 abitanti, capoluogo dell'omonimo distretto, situato nella provincia di Adıyaman, in Turchia.